# تونبرجینول ای
تونبرجینول ای (به انگلیسی: Thunberginol A) با فرمول شیمیایی C۱۵H۱۰O۵ یک ترکیب شیمیایی با شناسه پاب‌کم ۵۳۲۱۹۴۸ است. که جرم مولی آن ۲۷۰٫۲۳ g/mol می‌باشد. 